# The Best of Kapitan Nemo
The Best of Kapitan Nemo – album kompilacyjny Kapitana Nemo, wydany w 1992 roku, nakładem wydawnictwa Sonic.
Realizacja nagrań: Sławomir Wesołowski, Mariusz Zabrodzki (1-5), W. Kowalczyk, T. Czechak oraz S. Wesołowski, M. Zabrodzki (6-10), Rafał Paczkowski, Jerzy Płotnicki (11-16). Muzyka i aranżacja: Bogdan Gajkowski. Słowa: Andrzej Mogielnicki (1-10), Bogdan Gajkowski (11, 12, 14-16), Bogdan Gajkowski, Jerzy Siemasz (13). Zdjęcia: Andrzej Karczewski, Barbara Kolęda. Projekt graficzny: Alek Januszewski.

## Lista utworów
1. „Słodkie słowo” – 4:42
2. „S.O.S. dla planety” – 3:38
3. „Elektroniczna cywilizacja” – 4:25
4. „Zimne kino” – 3:47
5. „Twoja Lorelei” – 4:01
6. „Bar Paradise” – 4:34
7. „Samotność jest jak bliski brzeg” – 4:44
8. „Wideonarkomania” – 4:16
9. „Najbliższy czas” – 5:05
10. „Kurs tańca” – 5:43
11. „Idę wciąż do ciebie” – 4:25
12. „Do ciebie wołam” – 3:39
13. „In a Little While” – 3:27
14. „Zawsze kochaj mnie” – 4:37
15. „Nic się nie zmienia” – 4:14
16. „To jest kłamstwo” – 3:28

## Muzycy
- Bogdan Gajkowski – śpiew, instrumenty klawiszowe, gitara, syntezator basowy, harmonijka ustna

gościnnie
- Urszula Mogielnicka – chórki (5-8)
- Rafał Paczkowski – instrumenty klawiszowe, syntezator basowy (1, 2)
- Janusz Grzywacz – instrumenty klawiszowe, syntezator basowy (3)
- Marek Kaczmarek – instrumenty klawiszowe (4, 5)
- Krzysztof Kasprzyk – instrumenty klawiszowe (8, 9)
- Krzysztof Kobyliński – instrumenty klawiszowe (1-10)
- Krzysztof Michalak – instrumenty klawiszowe (6-16)
- Jacek Bojanowski – instrumenty klawiszowe (11-16)
- Jerzy Grabowski – instrumenty klawiszowe (11-16)
- Piotr Przybył – gitara
- Marek Bojanowski – syntezator basowy (9)
- Mieczysław Felecki – gitara basowa (6, 9, 10)
- Krzysztof Ścierański – gitara basowa (11-16)
- Adam Kolarz – perkusja (1, 2, 4-16)
- Adam Lewandowski – perkusja (3)
- Dariusz Krawczak – trąbka (6)
- Robert Jakubiec – trąbka (11)
- Jarosław Kędziora – saksofon tenorowy (15)